# 德蘭戈夫峰

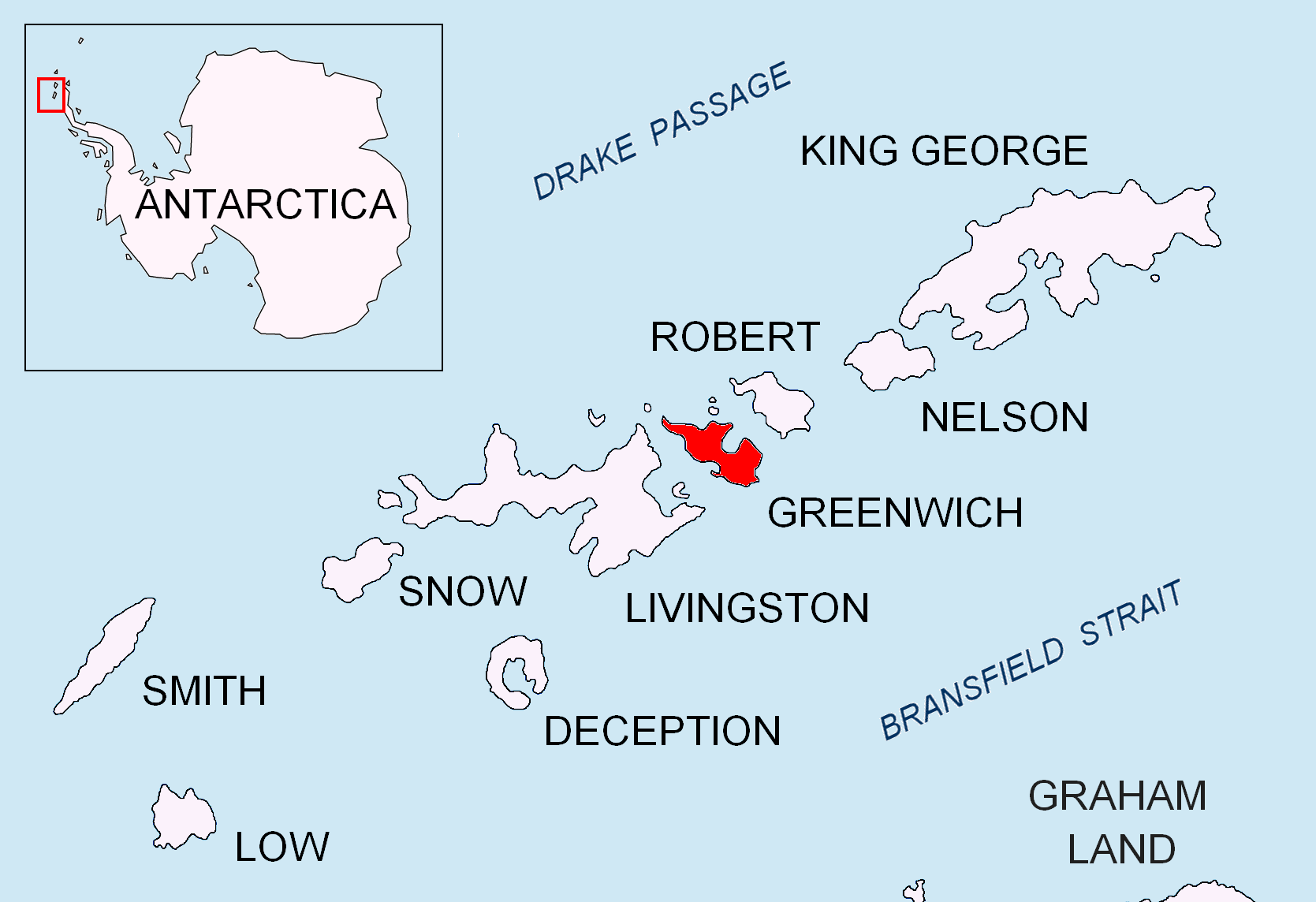

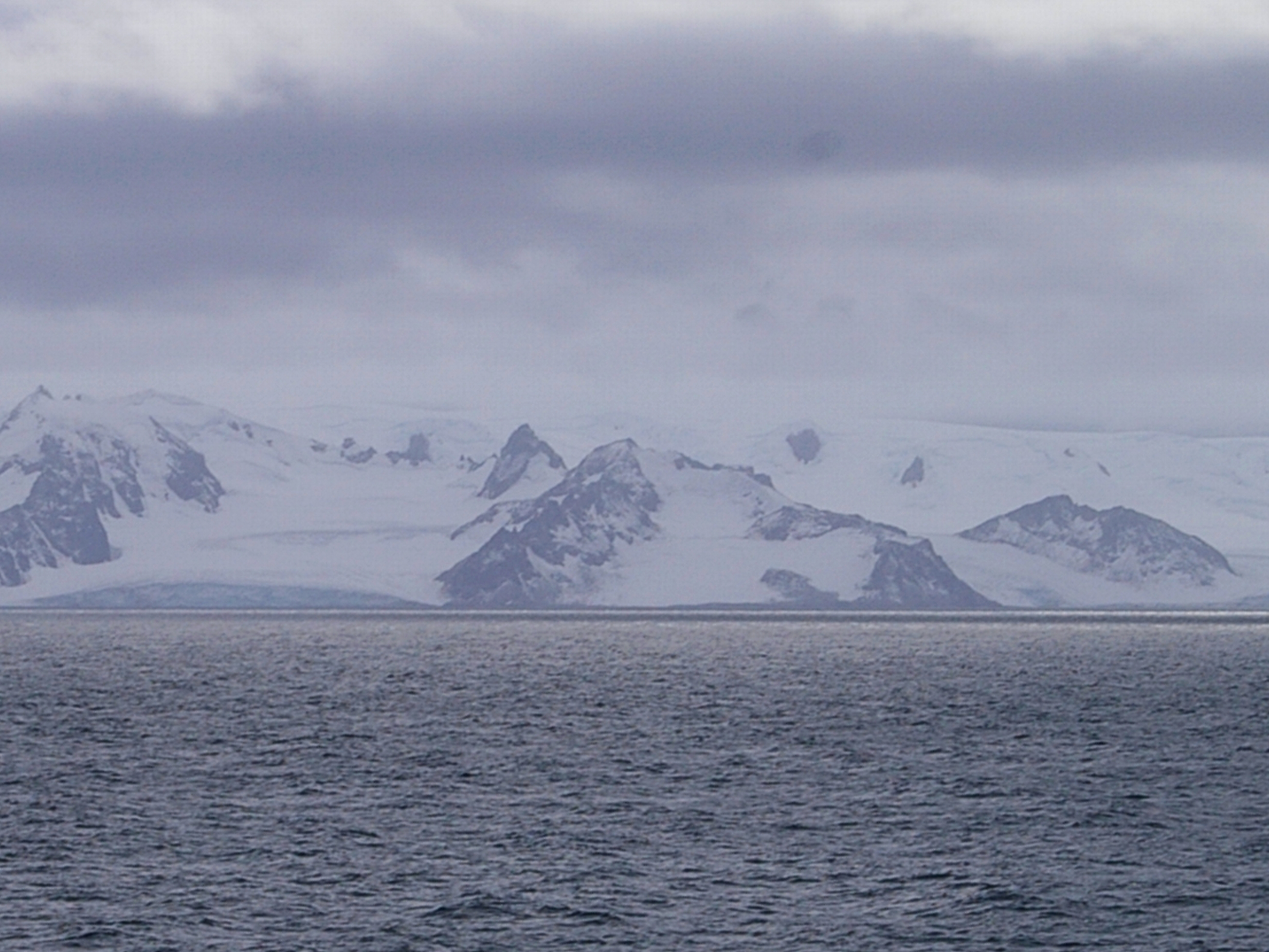

德蘭戈夫峰是南極洲的山峰，位於南設得蘭群島中格林尼治島東南部，是布雷茲尼克高地的一部分，處於維斯基亞爾嶺東南面1.45公里、齊埃齊峰以北0.5公里和薩托里烏斯角東北面2.37公里。
62°32′32″S 59°37′48″W / 62.54222°S 59.63000°W

## 外部連結
- SCAR Composite Gazetteer of Antarctica（页面存档备份，存于）.